# 한계원
한계원(韓啓源, 1814년 ~ 1882년)은 조선 말기의 문신이며, 고종 때 우의정을 지냈다. 흥선대원군과 고종의 각별한 신임을 받은 정승이었다. 당여는 북인 계열이다. 본관은 청주(淸州). 자는 공우(公佑), 호는 유하(柳下).

## 생애
헌종 때 문과에 급제해 서장관이 되고 철종 때 집준을 거쳐 성균관대사성을 하고 이후 이조참의, 승지, 사헌부대사헌을 거쳐 경주부윤이 되고 고종 때 흥선대원군의 측근이 되며 고속으로 승승장구하여 사헌부대사헌, 공조판서, 의정부좌참찬, 형조판서, 한성부판윤을 거쳐 사헌부대사헌, 예조판서, 판의금부사, 이조판서, 공조판서를 하다 옥보전문서사관과 제조를 거쳐 의정부좌참찬을 거쳐 이후 평안도관찰사가 되고 이후 우의정이 되었으나 흥선대원군의 실각 이후에도 우의정의 직위에 있다가 여흥 민씨 세력과 수구당, 개화파 세력에 밀려 우의정에서 물러나고 이후 여흥 민씨와 정적들의 공격을 받지만 고종의 각별한 신임으로 오히려 판중추부사와 영중추부사까지 지냈다.